# Mistrovství světa ve vodním slalomu 1977
Mistrovství světa ve vodním slalomu 1977 se uskutečnilo v rakouském Spittalu pod záštitou Mezinárodní kanoistické federace. Jednalo se o 15. mistrovství světa ve vodním slalomu.

## Muži

### Kánoe
| Závod       | Zlato | Body | Stříbro                                                                                      | Body | Bronz                                                                                            | Body |
| C1          | Petr Sodomka (TCH)                                                                                             |      | Peter Massalski (GDR)                                                                        |      | Karel Třešňák (TCH)                                                                              |      |
| C1 družstvo | Východní Německo Reinhard Eiben Peter Massalski Lutz Körner                                                    |      | Západní Německo Dietmar Moos Ernst Libuda Walter Horn                                        |      | Československo Jaroslav Radil Karel Třešňák Petr Sodomka                                         |      |
| C2          | Východní Německo Walter Hofmann Jürgen Kalbitz                                                                 |      | Československo Miroslav Nedvěd Pavel Schwarc                                                 |      | Východní Německo Michael Berek Frank Kretschmer                                                  |      |
| C2 družstvo | Československo Jiří Benhák a Ladislav Benhák Radomír Halfar a Svetomír Kmošťák Miroslav Nedvěd a Pavel Schwarc |      | Švýcarsko Martin Wyss a Roland Wyss Matthias Hirsch a Manfred Walter Jiří Krejza a Jan Karel |      | Polsko Jan Frączek a Ryszard Seruga Wojciech Kudlik a Jerzy Jeż Zbigniew Leśniak a Maciej Rychta |      |

### Kajak
| Závod       | Zlato                                                        | Body | Stříbro                                                  | Body | Bronz                                                         | Body |
| K1          | Albert Kerr (GBR)                                            |      | Dieter Förstl (FRG)                                      |      | Norbert Sattler (AUT)                                         |      |
| K1 družstvo | Francie Jean-Yves Prigent Bernard Renault Christian Frossard |      | Rakousko Eduard Wolffhardt Norbert Sattler Peter Fauster |      | Polsko Wojciech Gawroński Jerzy Stanuch Kazimierz Gawlikowski |      |

## Ženy

### Kajak
| Závod       | Zlato                                                         | Body | Stříbro                                                            | Body | Bronz                                                 | Body |
| K1          | Angelika Bahmannová (GDR)                                     |      | Petra Krolová (GDR)                                                |      | Linda Harrisonová (USA)                               |      |
| K1 družstvo | Švýcarsko Elisabeth Käserová Kathrin Weissová Claire Costaová |      | Východní Německo Angelika Bahmannová Birgit Feydtová Petra Krolová |      | USA Cathy Hearnová Jean Campbellová Linda Harrisonová |      |

## Mix

### Kánoe
| Závod | Zlato                              | Body | Stříbro                          | Body | Bronz                             | Body |
| C2    | USA Marietta Gillmanová Chuck Lyda |      | USA Linda Aponteová John Kennedy |      | Austrálie Kym Purdyová Stuart Dry |      |

## Medailové pořadí zemí
| Pořadí | Země               | Zlato | Stříbro | Bronz | Celkem |
| ------ | ------------------ | ----- | ------- | ----- | ------ |
| 1      | Východní Německo   | 3     | 3       | 1     | 7      |
| 2      | Československo     | 2     | 1       | 2     | 5      |
| 3      | USA                | 1     | 1       | 2     | 4      |
| 4      | Švýcarsko          | 1     | 1       | 0     | 2      |
| 5      | Francie            | 1     | 0       | 0     | 1      |
| 5      | Spojené království | 1     | 0       | 0     | 1      |
| 7      | Západní Německo    | 0     | 2       | 0     | 2      |
| 8      | Rakousko           | 0     | 1       | 1     | 2      |
| 9      | Polsko             | 0     | 0       | 2     | 2      |
| 10     | Austrálie          | 0     | 0       | 1     | 1      |
| Celkem | Celkem             | 9     | 9       | 9     | 27     |